# ヤニック・トップ
ヤニック・トップ（Jannick Top、1947年10月4日 - ）は、フランス・マルセイユ生まれのベース奏者にして作曲家である。トップは、エレクトリックベースとチェロを演奏する。
1970年代に、彼はクリスチャン・ヴァンデやディディエ・ロックウッドらとともに、影響力のあるズール・バンドであるマグマの主要メンバーを務めた。1977年-1980年には、人気のある電子音楽プロジェクトのスペースに在籍し演奏を行った。
それ以来、ミッシェル・ベルジェ、フランス・ギャル、リッカルド・コチャンテ、ボニー・タイラー、ユーリズミックス、レイ・チャールズ、セリーヌ・ディオンとのセッションのほか、ジョニー・アリディやロック・オペラ『スターマニア』を含む舞台公演におけるライブ演奏や音楽監督など、他にも多くのミュージシャンと協力してきた。キーボード奏者のセルジュ・ペラトネと関わり、さまざまな映画や広告の音楽も手がけてきている。

## ディスコグラフィ

### リーダー・アルバム
- Sons (Document 73) (1993年) ※ヴァンデ、トップ、ブラスキス & ガルべ名義
- Système Solaire (1997年) ※STS（ヤニック・トップ、エリック・セヴァ、クロード・サルミエーリ）名義
- 『オルクの太陽』 - Soleil d'Ork (2001年)
- 『ナンシー 75』 - Nancy 1975 (2001年) ※ユートピック・スポラディック・オーケストラ名義
- 『パリ・ルネッサンス 76』 - Paris 76 (2001年) ※マグマ（ヴァンデ＝トップ）名義
- 『ベスト・オン・ツアー 76』 - Best On Tour 76 (2001年) ※マグマ（ヴァンデ＝トップ）名義
- 『パリ 80』 - Paris 80 (2001年) ※フュージョン名義
- 『パリ 98』 - Paris 98 (2002年) ※STS名義
- Live 2000 (2004年) ※STS名義
- Le Lann Top (2007年) ※Eric Le Lann & Jannick Top名義
- Infernal Machina (2008年)

### マグマ
- 『呪われし地球人たちへ』 ‐ Mekanïk Destruktïw Kommandöh (1973年)
- 『コンタルコス』 - Köhntarkösz (1974年)
- 『未来からの鼓動 - ウドゥ・ヴドゥ』 ‐ Üdü Ẁüdü (1976年)
- 『ズーン・ウォル・ウンザイ - ライヴ1974』 - Zühn Wöhl Ünsaï - Live in Bremen (2014年)

### 参加アルバム
- スペース : 『マジック・フライ』 - Magic Fly (1977年)
- ミシェル・ポルタル : Turbulence (1987年)

## 参考
- マグマ
- 呪われし地球人たちへ (1973年)